# 拟伏地卷柏
拟伏地卷柏（学名：Selaginella pseudonipponica）为卷柏科卷柏属下的一个种。

## 扩展阅读
- 維基物種上的相關：拟伏地卷柏